# Julius Paulus
Julius Paulus, romersk jurist på 200-talet. Han verkade under kejsar Alexander Severus tid. 